# Froidchapelle
Froidchapelle (en való Fritchapelle) és un municipi belga de la província d'Hainaut a la regió valona. Està compost per les seccions de Froidchapelle, Boussu-lez-Walcourt, Fourbechies, Vergnies i Erpion. L'1 de gener del 2024 tenia 4.083 habitants. El riu Hantes hi neix.